# Йохана Константинополска
Йохана Константинополска (Жана) (на френски: Jeanne de Flandre, Jeanne de Hainaut, Jeanne de Constantinople; * 1200; † 5 декември 1244, Маркет-ле-Лил) е от 1205 г. графиня на Фландрия и Хенегау.

## Произход и детство
Тя е голямата дъщеря на Балдуин I (1171 – 1205), император на Константинопол, граф на Фландрия и Хенегау, и съпругата му Мария Шампанска (1174 – 1204), дъщеря на граф Хайнрих I (1126 – 1181) Шампан (Дом Блоа) и Мария Френска (1145 – 1198), дъщеря на френския крал Луи VII.
Йохана и нейната по-малка сестра Маргарета остават със смъртта на майка им Мария през 1204 г. и смъртта на баща им Балдуин през 1205 г. пълни сираци и растат под опекунството на чичо им маркграф Филип Намюр. Нейният баща граф Балдуин става през 1204 г. първият император на Латинската империя в Константинопол и попада на 11 юни 1205 г. в плен на българския цар Калоян и умира в столицата Търново.

## Графиня на Фландрия и Хегенеу

### Първи брак
Йохана наследява като най-голямо дете на Балдуин Фландрия и Хенегау, които се управляват от нейния чичо Филип от Намюр като регент. Последният е пленен във войната с Франция и е принуден да се ожени за дъщерята на Френския крал. Той изпраща племенниците си като заложници във френския двор под надзора на френския крал Филип ІІ, с което френската корона поема и управлението на Фландрия и Хенегау. По нареждане на Филип ІІ Август, Йохана се омъжва на 1 януари 1212 г. за португалския принц Фердинанд (Феранд), син на Санчо I, крал на Португалия. Фердинанд става така съграф на Фландрия и Хенегау.

### Плен и борби за управление
По пътя за Фландрия Йохана и Феранд са пленени от престолонаследника Луи, който иска така да му получи наследството на майка си, Изабела Хенегау, леля на Йохана. След като те дават на принц Луи градовете Ер-сюр-ла-Лис и Сент Омер са освободени. След това те се съюзяват със старите съюзници на Балдуин, английския крал Джон Безземни и немския крал Ото IV, и въстават против Франция. През 1213 г. крал Филип II навлиза във Фландрия и Феранд бяга в Англия.
През 1214 г. съпругът на Йохана се връща във Фландрия и се включва във войската на император Ото IV, но на 27 юли 1214 г. са разгромени в битката при Бувин. Феранд попада във френски плен, от където е освободен след 12 години през януари 1227 г. Йохана управлява сама Фландрия и Хенегау.
През 1225 г. във Фландрия се появява един мъж, който се представя за върналия се след 20 години отсъствие граф Балдуин.
Феранд се връща от плен през 1227 г. През 1231 г. Йохана ражда дъщеря, която умира през 1235 г., 2 години след смъртта на Феранд.

### Втори брак и смърт
На 2 април 1237 г. Йохана се омъжва за Томас II Савойски – граф на Савоя, който от 1239 г. като неин съпруг носи титлата „Граф на Фландрия и на Хенегау“.
Йохана умира бездетна на 5 декември 1244 г. и графствата се наследяват от нейната сестра Маргарета. Заради нейните семейни проблеми избухва Фландърската наследствена война.